# مجموعه علمی

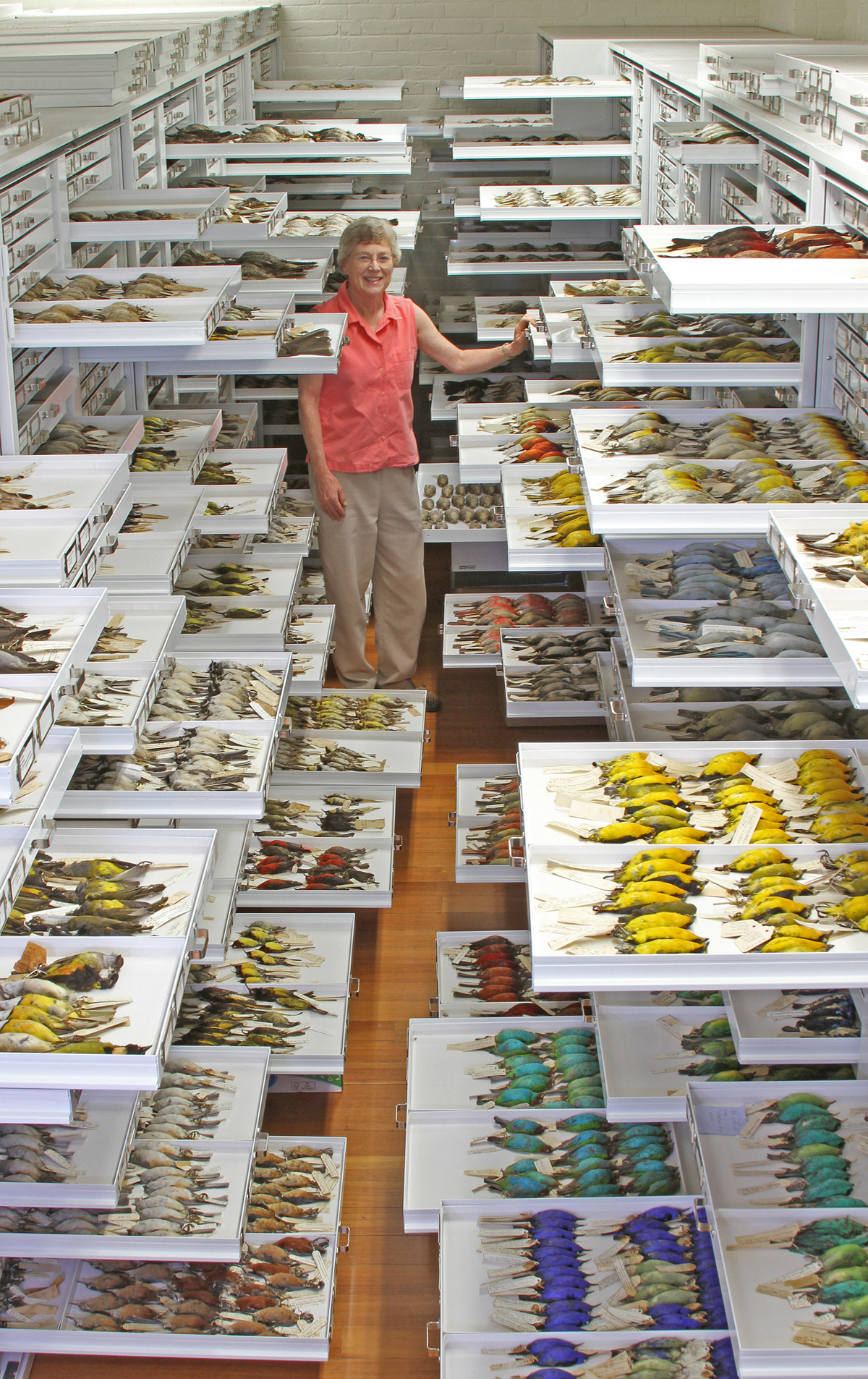
مجموعه پرنده‌شناسی در موزه جانورشناسی تطبیقی تاریخ طبیعی موزه تاریخ طبیعی هاروارد. مجموعه‌های موزه گنجینهٔ عظیمی از نمونه‌ها و داده‌ها از انواع مختلف، از جمله فنوتیپ‌ها، نمونه‌های بافت، ضبط‌های صوتی، پراکنش جغرافیایی، انگل‌ها و رژیم غذایی هستند.

مجموعه علمی (به انگلیسی: Scientific collection)، مجموعه‌ای از مواردی است که به منظور مطالعه علمی نگهداری، برگه‌نویسی و مدیریت می‌شوند.
مجموعه‌های علمی که به‌طور خاص با جانداران، گیاهان، قارچ‌ها، جانوران، حشرات و بقایای آنها سروکار دارند، ممکن است مجموعه‌های تاریخ طبیعی یا مجموعه‌های زیست‌شناختی نیز نامیده شوند. دومی ممکن است دارای ذخایر زنده یا مخازن نگهداری شده از نمونه‌ها و مواد تنوع زیستی باشد.
کاربردهای برجسته مجموعه‌های علمی شامل توصیف و شناسایی سیستماتیک گونه‌های زیستی، مطالعه و پیش‌بینی روندهای تاریخی درازمدت (از جمله تأثیر تغییرات آب و هوایی)، تاریخ‌گذاری و تجزیه و تحلیل اشیاء تاریخی (به عنوان مثال از طریق نمونه‌های چوبی و مغزه‌های یخی با سالانه حلقه‌ها) و نگهداری منابع آموزشی.

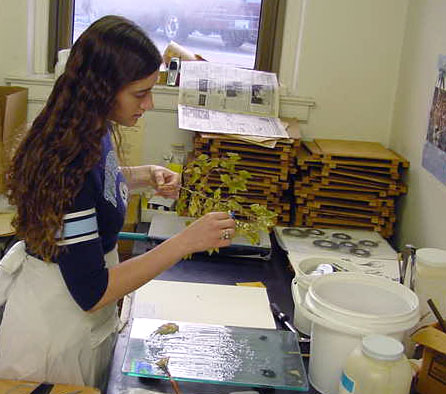
آماده‌سازی گیاه برای هرباریوم

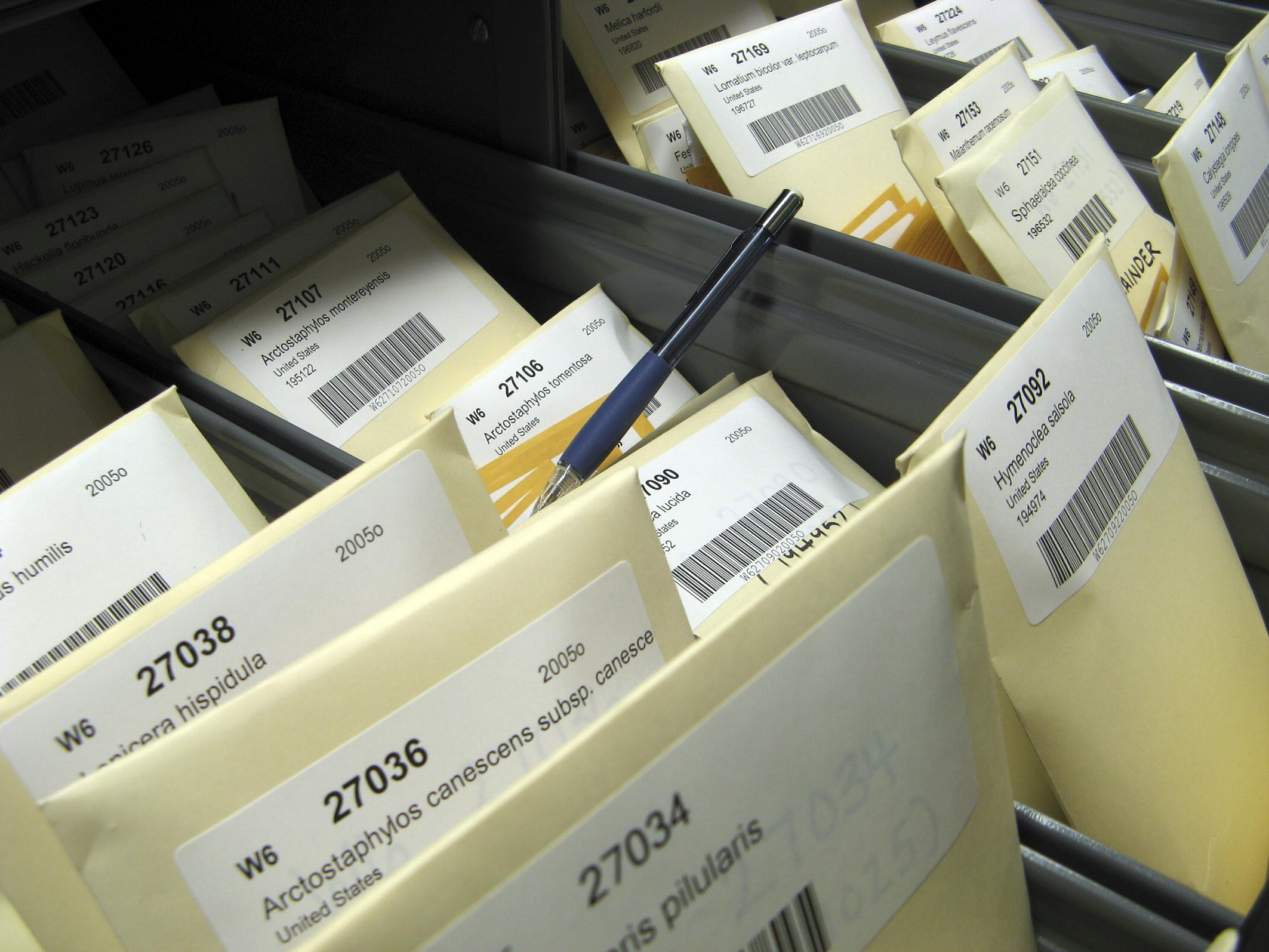
نگاهی به بانک بذر در ایستگاه معرفی گیاهان منطقه‌ای غربی

## نمایه‌سازی
نمایه‌سازی مجموعه‌ها از نظر تاریخی توسط فهرست‌ها، کاتالوگ‌ها، کارت‌های فهرست انجام می‌شده‌است، که امروزه با تکمیل یا جایگزینی پایگاه‌های داده دارای اطلاعاتی مانند توصیف علمی، از جمله تصویر، نام، مکان، یافتن شرایط، سن صندوق، تجزیه و تحلیل علمی، روابط تبارزایی، نتایج تجزیه و تحلیل دی‌ان‌ای و ایزوتوپ، تجزیه‌وتحلیل آلاینده‌ها، مراجع، وضعیت ملک، تغییرات مالک و تغییر نام هستند.
بسیاری از سازمان‌ها از نمایه‌سازی و مدیریت مجموعه‌های خود توسط کتابخانه‌های تخصصی پشتیبانی می‌کنند.